# Episodi di Law & Order Criminal Intent: Parigi (terza stagione)
La terza stagione della serie televisiva Law & Order Criminal Intent: Parigi (Paris enquêtes criminelles), composta da 6 episodi, è stata trasmessa per la prima volta in Francia, sul canale TF1, dal 23 ottobre al 6 novembre 2008.
In Italia la stagione è stata trasmessa in prima visione e in disordine dal 22 maggio al 12 giugno 2009 su Fox Crime. 
| n° | Titolo originale | Titolo italiano      | Prima TV Francia | Prima TV Italia |
| -- | ---------------- | -------------------- | ---------------- | --------------- |
| 1  | La grande vie    | La bella vita        | 23 ottobre 2008  | 5 giugno 2009   |
| 2  | La quête         | La ricerca           | 23 ottobre 2008  | 5 giugno 2009   |
| 3  | Un crime d'amour | Un crimine d'amore   | 30 ottobre 2008  | 12 giugno 2009  |
| 4  | Visions          | Visioni              | 30 ottobre 2008  | 22 maggio 2009  |
| 5  | Comme un frère   | Triplice omicidio    | 6 novembre 2008  | 12 giugno 2009  |
| 6  | Trafics          | Conflitto d'identità | 6 novembre 2008  | 15 maggio 2009  |

## La bella vita
- Titolo originale: La grande vie
- Diretto da: Dominique Tabuteau
- Scritto da: Luc Bossi e Franck Ollivier

### Trama
Un uomo d'affari viene accoltellato durante una partita di golf. Il cadavere viene poi ritrovato da sua figlia una domenica mattina. La giovane è sospettata dagli investigatori perché il giorno prima aveva avuto un acceso litigio con il padre, che l'accusava di frequentare una discoteca alla moda, nota per essere un luogo di spaccio di droga. Ma Revel e Mélanie hanno presto un altro sospettato, che altri non è che l'ex collega di Mélanie quando lei lavorava alla Narcotici. 
- La sceneggiatura di questo episodio si basa su L’infiltrato (episodio 1x13 di Law & Order: Criminal Intent).
- La sceneggiatura dell'episodio originale è stata scritta da Elizabeth Cosin.

## La ricerca
- Titolo originale: La quête
- Diretto da: Dominique Tabuteau
- Scritto da: Frédéric Azémar e Franck Ollivier

### Trama
Un giovane studente di architettura viene assassinato nell'atrio della Stazione di Parigi Est. Le indagini di Revel e Mélanie Rousseau rivelano che era stato selezionato tra i dieci finalisti di un grande progetto architettonico per La Défense. Il favorito della competizione è ora Xavier Michel Corbin, un famoso architetto che sembrava provare una strana fascinazione per il giovane assassinato.
- Guest star: Yann Babilée (accreditato come Yann Babilée Keogh) (Xavier Michel Corbin).
- La sceneggiatura di questo episodio si basa su Ardore intrepido (episodio 3x01 di Law & Order: Criminal Intent).
- La sceneggiatura dell'episodio originale è stata scritta da René Balcer e Stéphanie Sengupta.

## Un crimine d'amore
- Titolo originale: Un crime d'amour
- Diretto da: Dominique Tabuteau
- Scritto da: Cédric Salmon e Franck Ollivier

### Trama
Un vicesindaco di Parigi viene ucciso di sera nella sua macchina, mentre accompagnava a casa una giovane assistente sociale con la quale aveva appena trascorso la serata. Revel e Rousseau si interrogano sul vero movente dell'assassino. Ma presto capiscono che ad essere preso di mira è proprio l'assistente sociale. L'omicidio del politico sarebbe solo una cortina di fumo destinata a confondere le acque e tenere lontani gli investigatori da un ragazzino di 10 anni molto intelligente, forse al centro di questa sanguinosa vicenda.
- La sceneggiatura di questo episodio si basa su Piccolo genio (episodio 2x02 di Law & Order: Criminal Intent).
- La sceneggiatura dell'episodio originale è stata scritta da René Balcer e Marlane Meyer (accreditata come M.G. Mayer).

## Visioni
- Titolo originale: Visions
- Diretto da: Gérard Marx
- Scritto da: Yann Mège e Franck Ollivier

### Trama
Uno psichiatra viene assassinato mentre cercava di contattare il cognato, uno schizofrenico ricoverato in una clinica psichiatrica. Nel corso delle loro indagini, Revel e Rousseau scoprono che il medico stava per denunciare una succosa truffa assicurativa, orchestrata dai gestori della clinica. Il paziente psicotico potrebbe non essere il sospettato ideale.
- La sceneggiatura di questo episodio si basa su Labirinti mentali (episodio 2x13 di Law & Order: Criminal Intent).
- La sceneggiatura dell'episodio originale è stata scritta da René Balcer e Jim Sterling.

## Triplice omicidio
- Titolo originale: Comme un frère
- Diretto da: Dominique Tabuteau
- Scritto da: Franck Ollivier

### Trama
In pochi minuti venne commesso un triplice omicidio. Vincent Revel e Mélanie Rousseau sono responsabili di questa delicata indagine. Ben presto si mettono sulle tracce di un agente di polizia, un uomo con disturbi di personalità, che potrebbe essere l'autore del massacro. Questa scoperta turba profondamente Revel, e per una buona ragione: conosce bene il sospettato poiché si tratta del suo fratellastro, con il quale non ha contatti da parecchi anni. È scioccato nel vedere che ha la stessa patologia della loro madre.
- La sceneggiatura di questo episodio si basa su La vita perduta (episodio 3x21 di Law & Order: Criminal Intent).
- La sceneggiatura dell'episodio originale è stata scritta da Warren Leight e René Balcer.

## Conflitto d'identità
- Titolo originale: Trafics
- Diretto da: Jean-Teddy Filippe
- Scritto da: Franck Ollivier e Cédric Salmon

### Trama
Fanny Delorme lavora nel reparto bagagli di un grande aeroporto parigino. Niente sembra andare bene per lei: ha problemi con il suo ragazzo, la sua macchina rischia di rompersi mentre va al lavoro e i suoi colleghi la infastidiscono continuamente. Una sera non torna a casa e viene trovata morta nel bagagliaio della sua macchina. Dopo aver sospettato del fidanzato della vittima, Revel e Rousseau scoprono che i suoi colleghi la molestavano da mesi, molestie di cui lei si era lamentata più volte con Philippe Galand, il suo superiore. L'unico di cui si fidava veramente. Quest'ultimo, però, non sembra aver prestato molta attenzione alle lamentele di Fanny, forse troppo impegnato a insabbiare il traffico di bagagli organizzato dai suoi dipendenti all'interno del suo dipartimento.
- Guest star: Marie-Julie Baup (Fanny Delorme), Elric Covarel Garcia (Philippe Galand).
- La sceneggiatura di questo episodio si basa su Bagagli (episodio 2x11 di Law & Order: Criminal Intent).
- La sceneggiatura dell'episodio originale è stata scritta da Theresa Rebeck e René Balcer.